# Bourg, Gironde
Bourg, tudi Bourg-sur-Gironde, (okcitansko Borg) je naselje in občina v jugozahodnem francoskem departmaju Gironde regije Akvitanije. Leta 2009 je naselje imelo 2.229 prebivalcev.

## Geografija
Naselje leži v pokrajini Gujeni ob reki Dordogne, 34 km severno od Bordeauxa.

## Uprava
Bourg je sedež istoimenskega kantona, v katerega so poleg njegove vključene še občine Bayon-sur-Gironde, Comps, Gauriac, Lansac, Mombrier, Prignac-et-Marcamps, Pugnac, Saint-Ciers-de-Canesse, Saint-Seurin-de-Bourg, Saint-Trojan, Samonac, Tauriac, Teuillac in Villeneuve z 12.627 prebivalci.
Kanton Bourg je sestavni del okrožja Blaye.

## Zanimivosti
- citadela,
- cerkev sv. Geroncija.